# لووتشنا ناد دسنوو
لووتشنا ناد دسنوو (به چکی: Loučná nad Desnou) یک منطقهٔ مسکونی در جمهوری چک است که در ناحیه شومپرک واقع شده‌است. لووتشنا ناد دسنوو ۹۴٫۲۹ کیلومتر مربع مساحت و ۱٬۹۰۳ نفر جمعیت دارد و ۴۵۰ متر بالاتر از سطح دریا واقع شده‌است.